# François de La Brosse
Pour les autres membres de la famille, voir Famille Guillet de La Brosse.
Pour les articles homonymes, voir Guillet et La Brosse.
François Guillet de La Brosse, dit François de La Brosse, est un publicitaire français né le 15 juin 1950 à Neuilly-sur-Seine.

## Biographie
François de La Brosse est le fils Régis Guillet de La Brosse, directeur de société, et de Pascaline Franchomme. Son frère Thierry (1955-2010) est un homme d'affaires qui possède plusieurs restaurants (dont l'Ami Louis et Aux Lyonnais en association avec Alain Ducasse), et a été directeur général et vice-président du conseil de surveillance de l'Olympique de Marseille.
Il est le mari de Conrada de La Brosse, née Peralta von Kories, dirigeante de la société L'Esprit de Château, qu'il rencontre en 1978 et épouse le 18 juin 1980. 
Il est diplômé de l'Institut supérieur des sciences, techniques et économie commerciales.
Il dirige l'agence de communication ZNZ Groupe (anciennement Z Groupe avant 1999) qu'il a fondée en 1980.
En 2007, Cécilia Sarkozy, amie de longue date de son épouse, l'introduit dans l'équipe de campagne de Nicolas Sarkozy,. En compagnie de José Frèches, il prend en charge le site internet sarkozy.fr ainsi que NSTV, la chaine vidéo du site dont il revendique la paternité. Il a été l'un des conseillers en communication du président Nicolas Sarkozy, chargé de la stratégie internet de l'Élysée et de l'UMP. Il crée ainsi le nouveau site de l'Élysée.
En 2008, il crée la web TV LongeviTV « dédiée au vieillir jeune et à l'anti-âge » avec François Sarkozy.
Aujourd'hui, François de la Brosse est toujours coprésident de l'agence ZNZ. Il fonde la régie Web TV avec Olivier Meinville.